# نزدیک‌به‌سم‌داران

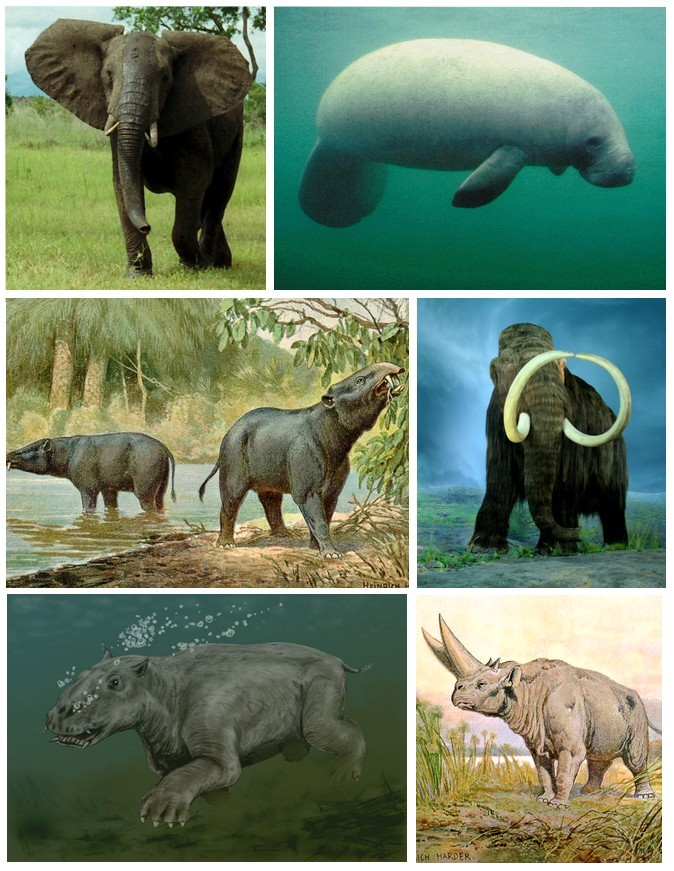
نزدیک‌به‌سم‌داران

نزدیک‌به‌سم‌داران (انگلیسی: Paenungulata) نام کلادی است که سه راسته از پستانداران زنده را در خود جای می‌دهد. این سه راسته عبارتند از فیل‌سانان، گاودریایی‌سانان و خرگوش‌کوهی‌سانان.
دست‌کم دو راسته منقرض‌شده نیز به این کلاد تعلق دارد، یکی سنگین‌پایان و دیگری دسته‌ستون‌سانان.